# Камбата
Камба́та (самоназвание) — народность в Эфиопии, говорящая на входящем в кушитскую группу языке камбата. Камбата состоит в эфиопской группе кушитов, является крупнейшим из группы родственных народов, таких как алаба, дараса, сидамо, тамбаро, хадья и др. Согласно Эфиопской переписи населения 2007 г.,численность этой этнической группы составляет 630,236 человек, 90,89 % из которых проживают в Регионе Народов и народностей юга. Почти каждый пятый из камбата, что составляет 18,5 %, проживает в городах. Камбата является одним из старейших племён на юге Эфиопии.
Верующие камбата — по большей части христиане-монофиситы, но есть и лютеране, католики, методисты; часть камбата придерживается традиционных культов.

## Хозяйство и быт
Основные занятия — скотоводство, земледелие пашенное и ручное (выращивают пшеницу, бобовые, теф, просо, сорго).
Жилища сделаны из веток, круглые, накрываются соломой.
Традиционная одежда общеэфиопского типа.
Пища — каши, соусы; напитки — кофе, пиво из зерна.
Сохраняется родо-племенное деление и половозрастные группы, касты играют малую роль. Патрилинейный счёт родства, семья малая. Имеется городское население в городах Хосаына, Йирга-Алем и других.
Традиционные верования — культы духов и небесного божества.